# ويليام كونراد غيبونز
ويليام كونراد غيبونز (بالإنجليزية: William Conrad Gibbons)‏ هو عالم سياسة أمريكي، ولد في 26 سبتمبر 1926، وتوفي في 4 يوليو 2015.